# Ado Chale
 (juillet 2014).
Ado Chale, nom d'artiste d'Adolphe Pelsener (né à Molenbeek-Saint-Jean le 18 mars 1928 et mort le 24 avril 2025,), est un artiste belge.

## Biographie
Ado Chale est né le 18 mars 1928 à Molenbeek-Saint-Jean.

### Œuvre
Ferronnier de formation, Ado Chale se dirige vers la sérigraphie publicitaire sur tôle émaillée dans les années 1950.
Il découvre la minéralogie à la faveur d'un voyage en Allemagne.
Son épouse gemmologue, Huguette Schaal (Esch-sur-Alzette, 21 décembre 1929 - Bruxelles, 28 février 2011) ouvre en 1961 la galerie « Chale », rue de Livourne à Bruxelles.
La galerie s'installe ensuite, de 1965 à 1985, au 117 avenue Louise (Bruxelles). Y sont exposées et vendues, dans un hôtel de maître, dont la façade en pointe de diamants est due au céramiste Pierre Culot, des créations originales de mobilier en matériaux nobles, rares et précieux, dans un décor conçu par l'architecte André Jacqmain.

### Années 1960 et 1970
Très vite, Huguette Chale s'impose comme l'une des figures influentes de la décoration et des galeries d'art à Bruxelles. Dans les années 1970, Huguette Chale joue un rôle prépondérant dans la production et la diffusion des œuvres du sculpteur belge Olivier Strebelle (1927). L'on trouve également, rue de Livourne, puis au 117 de l'avenue Louise, les bijoux du sculpteur orfèvre belge, issus de l'École de Maredsous, Émile Souply (1933) ou de créateurs allemands tels Hadfried Rinke (1933), Heinrich Wildt ou Gudrun Laves.
En 1967, l'architecte Henri Montois(1920-2009) commande à Chale 25 tables basse incrustées de marcassite pour les aménagements du Brussels Hilton, boulevard de Waterloo. Pour l'Exposition Universelle de Montréal, la même année, à la demande de l'architecte André Crivelli, il réalise, dans le même matériau, une carte de la CEE de plus de 10m² pour le pavillon de l'Euratom.
Lors de sa visite officielle du mois de mai 1971, le président français Georges Pompidou se voit offrir par le couple royal une table basse en bronze et pastilles de malachite, personnellement choisie par les souverains belges dans la galerie de l'avenue Louise.
Les aménagements pour les Grands-Ducs du Luxembourg par Huguette Chale dans leur résidence de Colmar-Berg succèdent à la visite du couple présidentiel en Belgique. Dans les bureaux de l'industriel Albert Frère à Charleroi et chez le coureur automobile Jacky Ickx dans le Brabant Wallon, sont installées les deux premières tables en bronze, au début des années 1970.
Des plateaux de table en résine époxy à simples incrustations de pierres semi-précieuses de ses débuts, Ado Chale se dirige vers une sophistication visuelle de plus en plus raffinée, pour atteindre sa maturité dans les années 1970.
Il fournit, à partir de son atelier d'Ixelles, son magasin en meubles originaux dont les plus caractéristiques sont, montés sur des piétements métalliques tripodes noircis ou en fonte d'aluminium, des plateaux de table en résine de polyester et inclusions de minéraux: marcassite, agate, ardoise ou bois fossilisé, qu'il importe d'Arizona. Dans le goût de Gustav Klimt et de sa fresque pour la salle à manger du Palais Stoclet  à Bruxelles, Chale compose des mosaïques de pierres semi-précieuses : jade, turquoise, lapis-lazuli, hématite, agate calcédoine, cornaline, œil-de-tigre, rhodochrosite ou malachite.
Plus modestement, il utilise dans la confection de plateaux l'os, les grains de poivres noyés dans la résine et poncés, des boutons de nacre ou même des touches de pianos en ivoire dont il fait des consoles, des secrétaires, ou des banquettes, proches des œuvres et de l'inspiration du sculpteur surréaliste Vic Gentils (1919-1997). Il inclut des pierres semi-précieuses dans ses luminaires, crée des meubles originaux, fait couler des tables « sculptures » en bronze et en aluminium, ou encore fabrique, pour les accompagner, une série de chaises en bois laqué ou noirci, tributaires du style géométrique minimaliste d'Emiel Veranneman (1924-2003), dont la galerie est située, de 1965 à 1974, quelques numéros plus loin, au 137 de l'avenue Louise.
Pour son épouse, il crée, avec le sculpteur Koenraad, un bureau monumental en marcassite surmonté d'un luminaire en arc avec abât-jour à lamelles d'acier intégré dans son piétement en fer martelé.
L'influence de Chale est telle qu'il devient, sans le vouloir, le chef de file d'un courant de décoration à Bruxelles qui lui vaudra, dans les années 1970, d'être imité, notamment dans l'utilisation des minéraux comme éléments décoratifs, ou de l'or, comme couleur ornementale.

### De 1980 à 2012
Les années 1980 voient la consécration d'Ado Chale. Celui-ci vit désormais séparé de son épouse, Huguette Chale. Des rétrospectives sont organisées : en Belgique (musée d’Ixelles, 1986), en France (musée des Beaux-Arts de Nancy ; Palais des Papes d’Avignon, 1987), jusqu’au Japon où la chaîne de grands magasins Seibu qui possède son propre musée d’art contemporain, organise en novembre 1988 une exposition destinée à faire connaître les richesses du savoir-faire belge.
En 1980, l'architecte d'intérieur Georges Leroux lui commande quatre bureaux gainés de boutons d'os, et quatre tables en bronze à motif radiant, ainsi que du mobilier pour l'aménagement des suites royales, des dégagements et des quartiers VIP de deux hôpitaux de la National Guard construits à Djeddah et Riyad pour le roi Khalid par le consortium belge Eurosystem.
En 1981, le couple royal belge passe une commande supplémentaire chez Chale à l'occasion des noces du prince de Galles et de Diana Spencer. En réalité, Baudouin Ier et Fabiola de Belgique sont des clients fidèles depuis l'ouverture de la galerie[réf. nécessaire] vingt ans plus tôt, rue de Livourne. D'autre cadeaux officiels suivront, à l'attention de Béatrix des Pays-Bas, ou de la chancellerie allemande.
En 1984, Chale livre un comptoir-sculpture monumental en bronze de plusieurs tonnes, aux initiales d’Union minière garni de pépites de malachite, pour rehausser l’entrée du nouveau siège de la multinationale par l’architecte Jacqmain, place Stéphanie, à Bruxelles.
En 1994, il crée une table-écrin garnie de cabochons d’onyx composée de 196 alvéoles remplies de diamants. L’œuvre, dont la valeur est estimée à 200 millions de francs, est exposée au Musée du Diamant à Anvers.
Fin des années 2000, Ado Chale, après avoir connu le creux de la vague dû à un changement de mode, bénéficie d'un regain d'intérêt qui fera de lui l'un des Belges les mieux côtés sur le marché des antiquités[réf. nécessaire], avec une demande très suivie outre-Atlantique.
Huguette Chale, son épouse morte en 2011, reste dans les mémoires pour sa contribution à l'évolution des arts plastiques et décoratifs à Bruxelles au cours des années 1960 à 1980.
En 2012, l'artiste-artisan d'art est toujours actif, dans son atelier de la rue Lens à Bruxelles.

## Sources
- Ado Chale ALCHEMIST. ARTISAN. DESIGNER sur Bozar
- Ado Chale et ses tables de pierres rares sur lalibre.be
- Ado Chale, l’alchimiste chineur  sur lesoir.be
- Ado Chale, la beauté brute du design sur connaissancedesarts.com